# Erasmus Darwin
Erasmus Darwin (Elston, 12 dicembre 1731 – Breadsall, 18 aprile 1802) è stato un filosofo, poeta, medico e naturalista britannico, nonno del più famoso Charles, nonché dello studioso Francis Galton.

## Biografia
Era un medico ben conosciuto tra i suoi compaesani, un bon viveur con la passione per le donne e un libero pensatore. Si laureò ad Edimburgo, che in quel periodo era un asilo per i ricchi dissenzienti, ai quali l'accesso a Oxford e Cambridge era interdetto dai Trentanove Articoli. Nel suo poema The Botanic Garden, scritto tra il 1789-91 e incentrato sulla natura e l'industria, per descrivere il grande cotonificio Arkrwight, chiamò in causa naiadi e ninfe. Del 1794-96 è il trattato Zoonomia, che riscontrò un enorme successo e venne tradotto in italiano, francese e tedesco. L'opera tratta di medicina e contiene alcune idee base della teoria dell'evoluzione (poi meglio sviluppate dal nipote dell'autore, Charles Darwin), che fin da ragazzo aveva avuto modo di leggere e studiare.
Morì nel 1802 e fu sepolto all'interno della chiesa di Tutti i Santi a Breadsall.

## Famiglia
Darwin si sposò due volte ed ebbe quattordici figli da tre donne diverse.
Nel 1757 Darwin sposò la diciassettenne Mary "Polly" Howard (1740-1770) e da lei ebbe cinque figli:
- Charles Darwin (1758-1778), studente di medicina, morto a diciannove anni di setticemia dopo essersi punto ad un dito durante una dissezione;
- Erasmus Darwin II (1759-1799), avvocato, che si suicidò a quarant'anni buttandosi in acqua da un ponte;
- Elizabeth Darwin, (1763), morta a quattro mesi;
- Robert Waring Darwin (1766-1848), medico e padre del naturalista Charles Darwin;
- William Alvey Darwin (1767), morto a diciannove giorni.

Dopo la morte della prima moglie, Darwin ebbe una relazione con la tata di suo figlio Robert, Mary Parker. Da tale relazione nacquero due figlie illegittime:
- Susanna Parker (1772-1856);
- Mary Parker, Jr. (1774-1859).

Nel 1780 Darwin sposò Elizabeth Pole, vedova del colonnello Edward Pole.
La coppia ebbe sette figli:
- Edward Darwin (1782-1829);
- Frances Ann Violetta Darwin (1783-1874), madre dello studioso Francis Galton;
- Emma Georgina Elizabeth Darwin (1784-1818);
- Sir Francis Sacheverel Darwin (1786-1859);
- John Darwin (1787-1818);
- Henry Darwin (1789-1790), morto nell'infanzia;
- Harriet Darwin (1790-1825).